# Großsteingrab Smørumnedre
Das Großsteingrab Smørumnedre war eine megalithische Grabanlage der jungsteinzeitlichen Nordgruppe der Trichterbecherkultur im Kirchspiel Smørum in der dänischen Kommune Egedal. Es wurde im 19. oder frühen 20. Jahrhundert zerstört.

## Lage
Das Grab lag mitten in Smørumnedre an der Stelle des heutigen Hauses Irishaven 1.

## Forschungsgeschichte
Im Jahr 1889 führten Mitarbeiter des Dänischen Nationalmuseums eine Dokumentation der Fundstelle durch. Bei einer weiteren Dokumentation im Jahr 1938 waren keine baulichen Überreste mehr auszumachen.

## Beschreibung
Die Anlage besaß eine nord-südlich orientierte rechteckige Hügelschüttung mit einer Länge von etwa 28 m und einer Breite von etwa 7 m. Von der Umfassung waren 1889 noch 31 Steine erhalten: zwei stehende und 14 umgefallene an der westlichen Langseite sowie vier stehende und elf umgefallene an der östlichen Langseite.
9,5 m vom südlichen Ende des Hügels entfernt befand sich eine Grabkammer, die als Urdolmen anzusprechen ist. Sie war nord-südlich orientiert und hatte möglicherweise einen trapezförmigen Grundriss. Sie hatte eine Länge von 1,3 m, eine Breite von 0,9 m und eine Höhe von 0,7 m. Die Kammer bestand aus vier Wandsteinen, von denen der westliche besonders groß war. Er hatte eine Länge von 2,4 m und eine maximale Dicke von 1,3 m. Der Deckstein fehlte 1889 bereits. In der Nordostecke wurde ein Haufen aus handgroßen Steinen angetroffen, die wohl aber erst in der Neuzeit dort abgelagert worden waren.